# Reinaldo Augusto Moreira da Costa e Silva
Reinaldo Augusto Moreira da Costa e Silva (1869 — 1953), primeiro e único Visconde da Corujeira, título criado por Carlos I de Portugal por decreto de 1890.